# Ligat ha’Al 2020/21
Die Ligat ha’Al 2020/21 war die 22. Spielzeit seit ihrer Einführung unter diesem Namen im Jahre 1999 und die 79. Spielzeit der höchsten israelischen Spielklasse im Männerfußball. Sie begann am 29. August 2020 und endete am 30. Mai 2021.
Titelverteidiger war Maccabi Tel Aviv.

## Mannschaften
Aufgestiegen waren die Mannschaften Maccabi Petach Tikwa und FC Bnei Sachnin; nicht mehr dabei waren die Absteiger der letzten Saison Sekzia Nes Ziona und Hapoel Ra’anana.
| Verein                      | Stadt          | Stadion                            | Kapazität |
| --------------------------- | -------------- | ---------------------------------- | --------- |
| Beitar Jerusalem            | Jerusalem      | Teddy-Stadion                      | 0031.733  |
| Hapoel Haifa                | Haifa          | Sammy-Ofer-Stadion                 | 0030.942  |
| Maccabi Haifa               | Haifa          | Sammy-Ofer-Stadion                 | 30.942    |
| Hapoel Tel Aviv             | Tel Aviv-Jaffa | Bloomfield-Stadion                 | 29.400    |
| Bne Jehuda Tel Aviv         | Tel Aviv-Jaffa | Bloomfield-Stadion                 | 29.400    |
| Maccabi Tel Aviv            | Tel Aviv-Jaffa | Bloomfield-Stadion                 | 29.400    |
| Hapoel Be’er Scheva         | Be’er Scheva   | Turner-Stadion                     | 16.126    |
| Maccabi Netanja             | Netanja        | Netanja-Stadion                    | 13.610    |
| Hapoel Hadera               | Netanja        | Netanja-Stadion                    | 13.610    |
| Hapoel Kfar Saba            | Kfar Saba      | HaMoshava-Stadion                  | 11.500    |
| Maccabi Petach Tikwa        | Petach Tikwa   | HaMoshava-Stadion                  | 11.500    |
| FC Bnei Sachnin             | Sachnin        | Doha-Stadion                       | 08.500    |
| MS Aschdod                  | Aschdod        | HaYud-Alef-Stadion                 | 07.800    |
| Hapoel Ironi Kirjat Schmona | Kirjat Schmona | Städtisches Stadion Kirjat Schmona | 05.300    |

## Vorrunde
In der Vorrunde wurde eine Doppelrunde zwischen allen 14 Mannschaften ausgespielt. Anschließend qualifizierten sich die sechs bestplatzierten Vereine für die Meisterrunde, in der neben der israelischen Meisterschaft auch die internationalen Startplätze ausgespielt wurden. Die weiteren acht Vereine spielten in der Abstiegsrunde gegen den Abstieg in die zweitklassige Liga Leumit.

### Tabelle
| Pl. | Verein                      | Sp. | S  | U  | N  | Tore    | Diff. | Punkte |
| --- | --------------------------- | --- | -- | -- | -- | ------- | ----- | ------ |
| 1.  | Maccabi Haifa               | 26  | 19 | 2  | 5  | 052:200 | +32   | 59     |
| 2.  | Maccabi Tel Aviv (M)        | 26  | 17 | 7  | 2  | 048:210 | +27   | 58     |
| 3.  | MS Aschdod                  | 26  | 13 | 4  | 9  | 037:250 | +12   | 43     |
| 4.  | Hapoel Ironi Kirjat Schmona | 26  | 11 | 5  | 10 | 026:280 | −2    | 38     |
| 5.  | Hapoel Be’er Scheva (P)     | 26  | 9  | 10 | 7  | 031:290 | +2    | 37     |
| 6.  | Maccabi Petach Tikwa (N)    | 26  | 11 | 4  | 11 | 024:230 | +1    | 37     |
| 7.  | Maccabi Netanja             | 26  | 9  | 7  | 10 | 035:300 | +5    | 34     |
| 8.  | Beitar Jerusalem            | 26  | 8  | 8  | 10 | 031:320 | −1    | 32     |
| 9.  | Hapoel Hadera               | 26  | 8  | 8  | 10 | 026:280 | −2    | 32     |
| 10. | Hapoel Haifa                | 26  | 7  | 9  | 10 | 030:370 | −7    | 30     |
| 11. | FC Bnei Sachnin (N)         | 26  | 8  | 5  | 13 | 015:360 | −21   | 29     |
| 12. | Hapoel Tel Aviv             | 26  | 6  | 9  | 11 | 017:280 | −11   | 27     |
| 13. | Hapoel Kfar Saba            | 26  | 6  | 5  | 15 | 019:330 | −14   | 23     |
| 14. | Bne Jehuda Tel Aviv         | 26  | 5  | 7  | 14 | 015:360 | −21   | 22     |

Platzierungskriterien: 1. Punkte – 2. Tordifferenz – 3. Siege – 4. geschossene Tore – 5. Direkter Vergleich (Punkte, Tordifferenz, geschossene Tore) – 6. Play-off-Spiel
| (M) | amtierender israelischer Meister     |
| (P) | amtierender israelischer Pokalsieger |
| (N) | Neuaufsteiger der letzten Saison     |

### Kreuztabelle
| 2020/21                     | Maccabi Haifa | Maccabi Tel Aviv | MS Aschdod | Hapoel Ironi Kirjat Schmona | Hapoel Be’er Scheva | Maccabi Petach Tikwa | Maccabi Netanja | Beitar Jerusalem | HAD | Hapoel Haifa | FC Bnei Sachnin | Hapoel Tel Aviv | Hapoel Kfar Saba | Bne Jehuda Tel Aviv |
| --------------------------- | ------------- | ---------------- | ---------- | --------------------------- | ------------------- | -------------------- | --------------- | ---------------- | --- | ------------ | --------------- | --------------- | ---------------- | ------------------- |
| Maccabi Haifa               |               | 2:2              | 2:1        | 4:2                         | 3:1                 | 0:2                  | 2:0             | 2:0              | 1:0 | 2:0          | 3:0             | 1:0             | 3:0              | 3:0                 |
| Maccabi Tel Aviv            | 2:1           |                  | 3:1        | 1:0                         | 0:0                 | 1:2                  | 2:2             | 4:1              | 3:1 | 4:3          | 1:0             | 1:1             | 3:0              | 0:0                 |
| MS Aschdod                  | 1:0           | 3:2              |            | 0:2                         | 2:0                 | 1:0                  | 4:0             | 2:0              | 1:1 | 0:1          | 0:0             | 2:1             | 2:0              | 4:0                 |
| Hapoel Ironi Kirjat Schmona | 0:3           | 0:2              | 2:1        |                             | 2:2                 | 2:1                  | 1:4             | 0:2              | 1:1 | 1:1          | 0:1             | 1:0             | 1:0              | 2:0                 |
| Hapoel Be’er Scheva         | 1:1           | 0:1              | 0:3        | 2:1                         |                     | 1:2                  | 3:2             | 1:1              | 1:0 | 2:2          | 2:2             | 0:1             | 0:0              | 2:0                 |
| Maccabi Petach Tikwa        | 1:2           | 0:1              | 2:1        | 0:1                         | 0:0                 |                      | 1:1             | 0:1              | 1:0 | 2:0          | 0:0             | 0:2             | 2:0              | 1:0                 |
| Maccabi Netanja             | 0:2           | 1:3              | 3:0        | 0:0                         | 0:1                 | 3:2                  |                 | 1:2              | 0:1 | 2:1          | 7:0             | 0:1             | 3:0              | 1:0                 |
| Beitar Jerusalem            | 0:3           | 0:0              | 1:2        | 1:0                         | 1:2                 | 1:2                  | 1:1             |                  | 4:0 | 3:3          | 2:3             | 0:1             | 2:1              | 1:1                 |
| Hapoel Hadera               | 1:2           | 0:1              | 1:1        | 0:1                         | 2:2                 | 1:0                  | 2:1             | 0:4              |     | 3:1          | 4:0             | 1:1             | 1:1              | 0:0                 |
| Hapoel Haifa                | 2:1           | 0:2              | 2:2        | 0:2                         | 2:2                 | 1:2                  | 0:0             | 0:1              | 0:0 |              | 0:2             | 2:0             | 2:1              | 2:1                 |
| FC Bnei Sachnin             | 0:3           | 1:2              | 1:0        | 0:2                         | 1:0                 | 1:0                  | 0:1             | 0:0              | 0:2 | 0:1          |                 | 0:1             | 0:1              | 0:3                 |
| Hapoel Tel Aviv             | 1:2           | 0:4              | 0:2        | 1:1                         | 0:3                 | 0:0                  | 0:0             | 1:1              | 1:0 | 2:2          | 0:1             |                 | 1:1              | 0:0                 |
| Hapoel Kfar Saba            | 3:2           | 0:1              | 0:1        | 0:1                         | 0:1                 | 2:0                  | 0:1             | 1:1              | 0:1 | 0:0          | 0:1             | 2:1             |                  | 3:1                 |
| Bne Jehuda Tel Aviv         | 0:2           | 2:2              | 1:0        | 1:0                         | 0:2                 | 0:1                  | 1:1             | 1:0              | 0:3 | 0:2          | 1:1             | 1:0             | 1:3              |                     |

## Meisterrunde
Die Vereine auf den Plätzen 1–6 nach der Vorrunde spielten im Anschluss um die Meisterschaft. Dabei wurden die Ergebnisse aller 26 Vorrundenspiele übertragen und zwischen den sechs Teams eine weitere Doppelrunde ausgetragen.

### Abschlusstabelle
| Pl. | Verein                      | Sp. | S  | U  | N  | Tore    | Diff. | Punkte |
| --- | --------------------------- | --- | -- | -- | -- | ------- | ----- | ------ |
| 1.  | Maccabi Haifa               | 36  | 24 | 7  | 5  | 072:290 | +43   | 79     |
| 2.  | Maccabi Tel Aviv (M)        | 36  | 21 | 12 | 3  | 065:330 | +32   | 75     |
| 3.  | MS Aschdod                  | 36  | 15 | 9  | 12 | 048:390 | +9    | 54     |
| 4.  | Hapoel Be’er Scheva (P)     | 36  | 11 | 15 | 10 | 045:430 | +2    | 48     |
| 5.  | Maccabi Petach Tikwa (N)    | 36  | 13 | 7  | 16 | 032:380 | −6    | 46     |
| 6.  | Hapoel Ironi Kirjat Schmona | 36  | 12 | 10 | 14 | 037:450 | −8    | 46     |

Platzierungskriterien: 1. Punkte – 2. Tordifferenz – 3. Siege – 4. geschossene Tore – 5. Direkter Vergleich (Punkte, Tordifferenz, geschossene Tore) – 6. Play-off-Spiel
| (M) | amtierender israelischer Meister     |
| (P) | amtierender israelischer Pokalsieger |
| (N) | Neuaufsteiger der letzten Saison     |

### Kreuztabelle
| 2020/21                     | Maccabi Haifa | Maccabi Tel Aviv | MS Aschdod | Hapoel Be’er Scheva | Maccabi Petach Tikwa | Hapoel Ironi Kirjat Schmona |
| --------------------------- | ------------- | ---------------- | ---------- | ------------------- | -------------------- | --------------------------- |
| Maccabi Haifa               |               | 1:1              | 2:0        | 3:2                 | 1:1                  | 4:0                         |
| Maccabi Tel Aviv            | 2:2           |                  | 1:1        | 2:1                 | 3:1                  | 2:2                         |
| MS Aschdod                  | 0:3           | 1:2              |            | 2:2                 | 0:0                  | 1:1                         |
| Hapoel Be’er Scheva         | 1:1           | 1:1              | 1:2        |                     | 2:0                  | 3:2                         |
| Maccabi Petach Tikwa        | 1:2           | 0:3              | 1:3        | 0:0                 |                      | 2:0                         |
| Hapoel Ironi Kirjat Schmona | 1:1           | 2:0              | 1:1        | 1:1                 | 1:2                  |                             |

## Abstiegsrunde
Die Vereine auf den Plätzen 7–14 nach der Vorrunde spielten im Anschluss gegen den Abstieg. Dabei wurden die Ergebnisse aller 26 Vorrundenspiele übertragen und zwischen den acht Teams nur eine Einfachrunde ausgetragen. Die vier bestplatzierten Vereine der Vorrunde erhielten dabei ein Heimspiel mehr als die anderen Vier. Nach Abschluss der Runde stiegen die Mannschaften auf den Rängen 13 und 14 in die zweitklassige Liga Leumit ab.

### Abschlusstabelle
| Pl. | Verein              | Sp. | S  | U  | N  | Tore    | Diff. | Punkte |
| --- | ------------------- | --- | -- | -- | -- | ------- | ----- | ------ |
| 7.  | Maccabi Netanja     | 33  | 13 | 9  | 11 | 043:340 | +9    | 48     |
| 8.  | Hapoel Hadera       | 33  | 13 | 9  | 11 | 040:340 | +6    | 48     |
| 9.  | Hapoel Haifa        | 33  | 11 | 9  | 13 | 040:480 | −8    | 42     |
| 10. | Beitar Jerusalem    | 33  | 10 | 10 | 13 | 040:430 | −3    | 40     |
| 11. | Hapoel Tel Aviv     | 33  | 9  | 11 | 13 | 024:350 | −11   | 38     |
| 12. | FC Bnei Sachnin (N) | 33  | 9  | 7  | 17 | 022:450 | −23   | 34     |
| 13. | Bne Jehuda Tel Aviv | 33  | 8  | 9  | 16 | 027:460 | −19   | 33     |
| 14. | Hapoel Kfar Saba    | 33  | 6  | 6  | 21 | 026:490 | −23   | 24     |

Platzierungskriterien: 1. Punkte – 2. Tordifferenz – 3. Siege – 4. geschossene Tore – 5. Direkter Vergleich (Punkte, Tordifferenz, geschossene Tore) – 6. Play-off-Spiel
| (N) | Neuaufsteiger der letzten Saison |

### Kreuztabelle
| 2020/21             | Maccabi Netanja | HAD | Hapoel Haifa | Beitar Jerusalem | Hapoel Tel Aviv | FC Bnei Sachnin | Bne Jehuda Tel Aviv | Hapoel Kfar Saba |
| ------------------- | --------------- | --- | ------------ | ---------------- | --------------- | --------------- | ------------------- | ---------------- |
| Maccabi Netanja     |                 | –   | 2:0          | 1:0              | 0:1             | 0:0             | –                   | –                |
| Hapoel Hadera       | 2:2             |     | 3:0          | –                | 0:1             | 1:0             | –                   | –                |
| Hapoel Haifa        | –               | –   |              | 3:1              | –               | 1:0             | 1:3                 | 3:2              |
| Beitar Jerusalem    | –               | 0:3 | –            |                  | –               | 3:2             | 2:2                 | 3:1              |
| Hapoel Tel Aviv     | –               | –   | 0:2          | 0:0              |                 | –               | –                   | 2:2              |
| FC Bnei Sachnin     | –               | –   | –            | –                | 2:3             |                 | 1:1                 | 3:0              |
| Bne Jehuda Tel Aviv | 1:2             | 2:3 | –            | –                | 1:0             | –               |                     | –                |
| Hapoel Kfar Saba    | 0:1             | 1:2 | –            | –                | –               | –               | 1:2                 |                  |

## Torschützenliste
| Pl. | Name                | Team                        | Tore |
| --- | ------------------- | --------------------------- | ---- |
| 01. | Nikita Rukavytsya   | Maccabi Haifa               | 19   |
| 02. | Tjaronn Chery       | Maccabi Haifa               | 12   |
| 02. | Liel Abada          | Maccabi Petach Tikwa        | 12   |
| 04. | Eliran Atar         | Beitar Jerusalem            | 11   |
| 05. | Eugene Ansah        | Hapoel Ironi Kirjat Schmona | 10   |
| 05. | Aleksandar Pešić    | Maccabi Tel Aviv            | 10   |
| 05. | Yonatan Cohen       | Maccabi Tel Aviv            | 10   |
| 08. | Gavriel Kanichowsky | Maccabi Netanya             | 09   |
| 08. | Dean David          | MS Ashdod                   | 09   |
| 08. | Josué Pesqueira     | Hapoel Be’er Scheva         | 09   |